# Big Miller
Clarence Horatius „Big“ Miller (* 18. Dezember 1922 in Sioux City, Iowa, USA; † 9. Juni 1992 in Edmonton, Alberta, Kanada) war ein US-amerikanischer Blues- und Jazzsänger. Er spielte auch Posaune und trat in mehreren Filmen als Schauspieler in Erscheinung.
Miller begann seine Karriere als Bluessänger in Kansas City, wo er u. a. mit dem Pianisten Jay McShann und im Orchester von Duke Ellington auftrat.
In den 1960ern sang Miller in der Jon-Hendricks-Revue „The Evolution of the Blues“, woraufhin er einen Plattenvertrag mit Columbia Records bekam. Weitere Aufnahmen machte er bei Savoy Records, teilweise begleitet von Clifford Curry und den Clovers.
Neben seinen musikalischen Aktivitäten versuchte sich Miller auch als Filmschauspieler. Er hatte einen Gastauftritt in der starbesetzten Hollywoodkomödie Eine total, total verrückte Welt (It's a Mad, Mad, Mad, Mad World, 1963). 1982 spielte er eine Hauptrolle als Mörder in dem surrealistischen Film The Big Meat Eater von Chris Windsor.
In den 1970ern zog Miller nach Edmonton in Kanada, wo er fortan lebte. Er feierte in der lokalen Musikszene Erfolge, u. a. mit Tommy Banks, mit dem er mehrere Alben einspielte und 1978 auch beim Montreux Jazz Festival auftrat.
Miller engagierte sich in der neu gegründeten Edmonton Jazz Society und als Jazzlehrer am Centre for Fine Arts in Banff. 1987 drehte das National Film Board of Canada eine Dokumentation über ihn.
Miller starb 1992 in Edmonton. Einige seiner Musikerkollegen widmeten ihm Aufnahmen, so Jay McShann den Big Miller's Blues und die kanadischen Shuffle Demons das Stück Never Be the Same: Big Miller Blues.